# تشارلز إي. كوتس
تشارلز إي. كوتس (بالإنجليزية: Charles E. Coates)‏ هو كيميائي أمريكي، ولد في 13 أغسطس 1866 في بالتيمور في الولايات المتحدة، وتوفي في 27 ديسمبر 1939 في باتون روج في الولايات المتحدة.